# Anton Ponkrasjov
Anton Aleksandrovitj Ponkrasjov (ryska: Антон Александрович Понкрашов), född den 23 april 1986 i St Petersburg, Ryssland, är en rysk basketspelare som tog OS-brons i herrbasket vid olympiska sommarspelen 2012 i London.